# GENCODE
GENCODE  este un proiect științific în cercetarea genomică, parte a ENCODE (ENCyclopedia Of DNA Elements - Enciclopedia elementelor ADN) 
Consorțiul GENCODE a avut ca scop inițial identificarea și maparea tuturor genelor indexate în proiectul ENCODE și care codează proteine (aproximativ 1% din genomul uman).  
Datorită succesului inițial al proiectului, GENCODE are acum ca scop construirea unei "Enciclopedii de gene și versiuni ale acestora", prin identificarea caracteristicilor genelor în genomurile oamenilor și ale șoarecilor. Acest obiectiv poate fi atins prin analize de calcul, adnotări manuale sau validări experimentale.
Rezultatul va consta într-o listă de adnotări care va include toți loci care codează proteine, dar și splicingul alternativ,,    ADN-ul necodificant  pentru care există dovezi de transcriere și pseudogenele.

## Legături externe
- en Pagina oficială GENCODE